# Happy Birthday Marie-Rose
Happy Birthday Marie-Rose est un spectacle de Chantal Goya, best of à l'occasion de ses 30 ans de scène,.
Le DVD du spectacle a été classé troisième au classement des DVD musicaux en Belgique en 2010.
Le spectacle connaît une nouvelle tournée en 2019.